# Cassipourea alternifolia
Cassipourea alternifolia là một loài thực vật có hoa trong họ Rhizophoraceae. Loài này được Breteler mô tả khoa học đầu tiên năm 2007.